# Operation Ground and Pound
Operation Ground and Pound è una canzone della band power metal inglese DragonForce, ed è la quarta traccia del loro terzo album, Inhuman Rampage. Dal singolo è stato tratto il secondo music-video realizzato dalla band, e cosiccome la loro precedente canzone, Through the Fire and Flames, è stato ridotto alla durata di 5 minuti, mentre nella versione originale dell'album, la lunghezza è rimasta invariata (quasi 8 minuti).
Dal 21 agosto 2008 la canzone, inoltre, è disponibile come contenuto scaricabile per Guitar Hero III: Legends of Rock, oltre a "Revolution Deathsquad" e "Heroes of Our Time".

## Video
Il video mostra la band che suona su un mondo alieno e delle enormi navi da guerra volano sopra di loro, sparando delle sfere elettriche con cui distruggono l'ambiente circostante (preso come spunto dalla copertina dell'album Sonic Firestorm. Durante gli assoli di chitarra, Sam e Herman vengono visti mentre si sfidano in un videogioco musicale, in cui i due impersonano loro stessi e si sfidano a suon di chitarra, e infine Herman ne uscirà vincitore. Verso la fine del video, vengono mostrate altre navi che distruggono il pianeta, e il cielo che diventa da arancione a blu.